# ژان-فیلیپ کازیه
ژان-فیلیپ کازیه (به فرانسوی: Jean-Philippe Cazier) شاعر و نویسنده قرن بیستم میلادی اهل فرانسه است.